# Nick Út
Nick Út, egentligen Huỳnh Công Út, född 29 mars 1951 i Bình Quới, Long An, Franska Indokina, Franska unionen, är en vietnamesisk-amerikansk fotograf hos Associated press. Han är mest känd för fotografiet av Phan Thị Kim Phúc i juni 1972 och andra napalmskadade barn i byn Trang Bang under Vietnamkriget. För det fotot fick han Pulitzerpriset. Fotografiet var också 1972 års World Press Photo of the Year. Det var Út som tog med sig den svårt brännskadade nioåriga Phúc efter bombräden mot Trang Bang, och därmed möjliggjorde ett professionellt medicinskt läkande för henne.